# Monilea carmesina
Monilea carmesina là một loài small ốc biển, là động vật thân mềm chân bụng sống ở biển trong họ Trochidae, họ ốc đụn.